# 保護具着用管理責任者
保護具着用管理責任者（ほごぐちゃくようかんりせきにんしゃ）とは、労働安全衛生法に定められた資格であり、保護具着用管理責任者講習を修了した者の中から事業者により選任される。

## 受講資格
制限なし。誰でも受講できる。

## 講習
告示された講習時間は6時間以上である。

### 保護具着用管理責任者講習
- 学科

1. 保護具着用管理（30分）
2. 保護具に関する知識（3時間）
3. 労働災害の防止に関する知識（1時間）
4. 関係法令（30分）

- 実技

1. 保護具の使用方法等（1時間）